# アカツキ (企業)
株式会社アカツキ（英: Akatsuki Inc.）は、日本のエンターテインメント企業。日本オンラインゲーム協会正会員。

## 歴史
ワークスアプリケーションズのインターンシップで知り合ったディー・エヌ・エー出身の塩田元規とアクセンチュア出身の香田哲朗が、2010年に創業し設立。2016年、東京証券取引所マザーズ市場に上場。その後『ドラゴンボールZ ドッカンバトル』のヒットや問題などで注目を集め、2017年には東京証券取引所一部に市場変更となった。

## 沿革
- 2010年 - 塩田元規と香田哲朗が創業[8][7]。
- 2012年 - 目黒区上目黒に移転[8]。
- 2013年 - 『サウザンドメモリーズ』の配信・運営サービスを開始[8]。
- 2014年 - 『テイルズ オブ リンク』（共同開発・配信元：バンダイナムコゲームス）の運営サービスを開始[8]。
- 2015年 - 『ドラゴンボールZ ドッカンバトル』（配信元：バンダイナムコゲームス）の運営サービスを開始[8]。
- 2016年 - 東京証券取引所マザーズ市場に上場。そとあそびを子会社化。本社を品川区上大崎に移転[8]。
- 2017年 - 東京証券取引所市場第一部に市場変更。『八月のシンデレラナイン』の配信・運営サービスを開始[8]。
- 2018年
  - 『ロマンシング サガ リ・ユニバース』（共同開発・配信元：スクウェア・エニックス）の運営サービスを開始。
  - 東京ヴェルディの株式を取得し、コーポレートパートナー契約を締結。
- 2019年 - JPX日経インデックス400及びJPX日経中小型株指数の構成銘柄に選定[9][10][11][12]。
- 2021年
  - そとあそびをアソビューに売却[13]。
  - 『マジカパーティ』がタカラトミー、テレビ大阪、テレビ東京、電通、OLM、ソニー・ミュージックエンタテインメント、松竹芸能、アニプレックス、住友商事との合弁で製作委員会に参加。
  - 12月 - ゲーム事業の分社化に伴う分割準備会社として完全子会社の「株式会社アカツキゲームス」を設立[5]。アカツキは引続き持株会社として上場を維持する[5]。
- 2022年4月1日 - ゲーム事業をアカツキゲームスへ分社化[5][14]。
- 2023年12月20日 - ゲーム開発力の強化・海外マーケティング力の強化・協業による新たなコンテンツの創出などを目的にソニーグループとコーエーテクモホールディングスとの資本業務提携を締結[15]。
- 2025年8月13日 - M&Aによる新規事業創出の第1弾として株式会社Nateeを完全子会社化[16]。

## ウェブコミック
- HykeComic

## 提供番組
- 土ドラ （東海テレビ､2021年10月　- ､60秒）

## 役員
2024年1月現在。
共同創業者・代表取締役CEO
- 香田哲朗

取締役
- 戸塚佑貴
- 石倉壱彦

社外取締役
- 勝屋久
- 水口哲也

監査役
- 松本裕

社外監査役
- 片山英二
- 岡本健太郎

執行役員
- 田中勇輔（CTO・CISO）
- 米島慶一（CFO）
- 徳山文晟
- 飴野廣人

## グループ会社
- 株式会社アカツキゲームス
- 株式会社Akatsuki Ventures
- 曉數碼股份有限公司
- 株式会社アカツキ福岡
- Emoote
- 株式会社CRAYON
- 株式会社アカツキメディアスタジオ
- 株式会社HykeComic
- 株式会社Natee